# Im Do-hwa
Đây là một tên người Triều Tiên, họ là Kim.
Im Do-hwa, tên khai sinh là Kim Chan-mi (Hangul: 김찬미, Hanja: 金澯美, Hán-Việt: Kim Xán Mỹ, sinh ngày 19 tháng 6 năm 1996), là một nữ ca sĩ thần tượng, rapper và diễn viên người Hàn Quốc, thành viên nhóm nhạc AOA và nhóm nhỏ AOA Cream. Cô là em út trong nhóm. Cô đảm nhận vị trí rap dẫn và hát phụ của nhóm.

## Tiểu sử
Chanmi sinh ngày 19 tháng 6 năm 1996 tại Gumi, Gyeongsang Bắc, Hàn Quốc. Cô được ghi danh vào học nhảy ở tuổi trẻ, và biểu diễn trên đường phố Gumi. Cô và ba anh chị em của cô đã được nuôi dưỡng bởi mẹ sau khi cha mẹ cô ly hôn khi cô còn học tiểu học. Mẹ cô đã điều hành một tiệm làm tóc để Chanmi quyết định trở thành một thần tượng để giúp tình hình tài chính của mẹ cô. Cô được FNC Entertainment tuyển dụng và trở thành học viên của FNC trong suốt thời gian học trung học.

## Sự nghiệp

### 2012-nay: Ra mắt với AOA
Vào ngày 30 tháng 7 năm 2012, Chanmi xuất hiện lần đầu tiên với tư cách là thành viên của AOA trên chương trình truyền hình Mnet M! Countdown với album đầu tay của họ, Angels Story và ca khúc chủ đề Elvis. AOA đã phát hành 4 EP và 10 đĩa đơn.
Chanmi cũng là một thành viên của nhóm nhỏ AOA Cream cùng với Yuna và Hyejeong. Nhóm phát hành teaser đầu tiên vào ngày 1 tháng 2 năm 2016. Đoạn teaser video ca nhạc cho ca khúc chủ đề I'm Jelly Baby đã được phát hành vào ngày 4 tháng 2 năm 2016. AOA Cream phát hành ca khúc chủ đề cùng với MV vào ngày 12 tháng 2 năm 2016.

### Sự nghiệp solo
Chanmi đã tham gia vào nhiều cuộc thi solo và đã được công nhận cho các kỹ năng khiêu vũ và thể dục của mình. Cô đã tham gia vào vòng chung kết của cuộc thi D-Style Idol Dance D-Style của MBC Music vào năm 2014, và biểu diễn trong cả 1 giai đoạn nhảy solo và một giai đoạn chung trong DMC Festival của MBC vào năm 2015. Cô cũng tham gia KBS's Project Queen vào năm 2016.
Chanmi đã xuất hiện lần đầu tiên với tư cách là một nữ diễn viên với vai chính đầu tiên trong bộ phim truyền hình What's Up With These Kids? như Geum Hye-ra. Cô hành động cùng với 2 thành viên của nhóm nhạc VIXX là N và Hongbin. Bộ phim được phát sóng vào ngày 16 tháng 11 năm 2016.
Vào tháng 3 năm 2017, Chanmi sẽ trở thành thí sinh trong một chương trình biểu diễn sống còn của diễn viên thần tượng tên là I Am An Actor. Tập đầu tiên được phát sóng vào tháng 4. Kết thúc chương trình, Chanmi đứng đầu và giành được một vai diễn trong một bộ phim sắp tới mang tên Lookism.

## Danh sách phim

### Phim
| Năm  | Tên phim                   | Vai trò          | Ghi chú   |
| ---- | -------------------------- | ---------------- | --------- |
| 2016 | Click Your Heart           | Cameo as herself | Web Drama |
| 2016 | Entertainer                | Cameo            |           |
| 2016 | What’s Up With These Kids? | Geum Hye-ra      | Web drama |
| 2017 | Người bố xa lạ             | Cameo            |           |

### Chương trình truyền hình
| Năm  | Chương trình              | Vai trò  | Kênh truyền hình | Ghi chú   |
| ---- | ------------------------- | -------- | ---------------- | --------- |
| 2014 | Idol Dance Battle D-Style | Thí sinh | MBC Music        |           |
| 2016 | Muscle Queen              | Thí sinh | KBS              |           |
| 2017 | I Am An Actor             | Thí sinh | K-Star           | 1st place |
| 2017 | Haha Land                 | Panel    | MBC              | [ 6 ]     |